# Boksburg

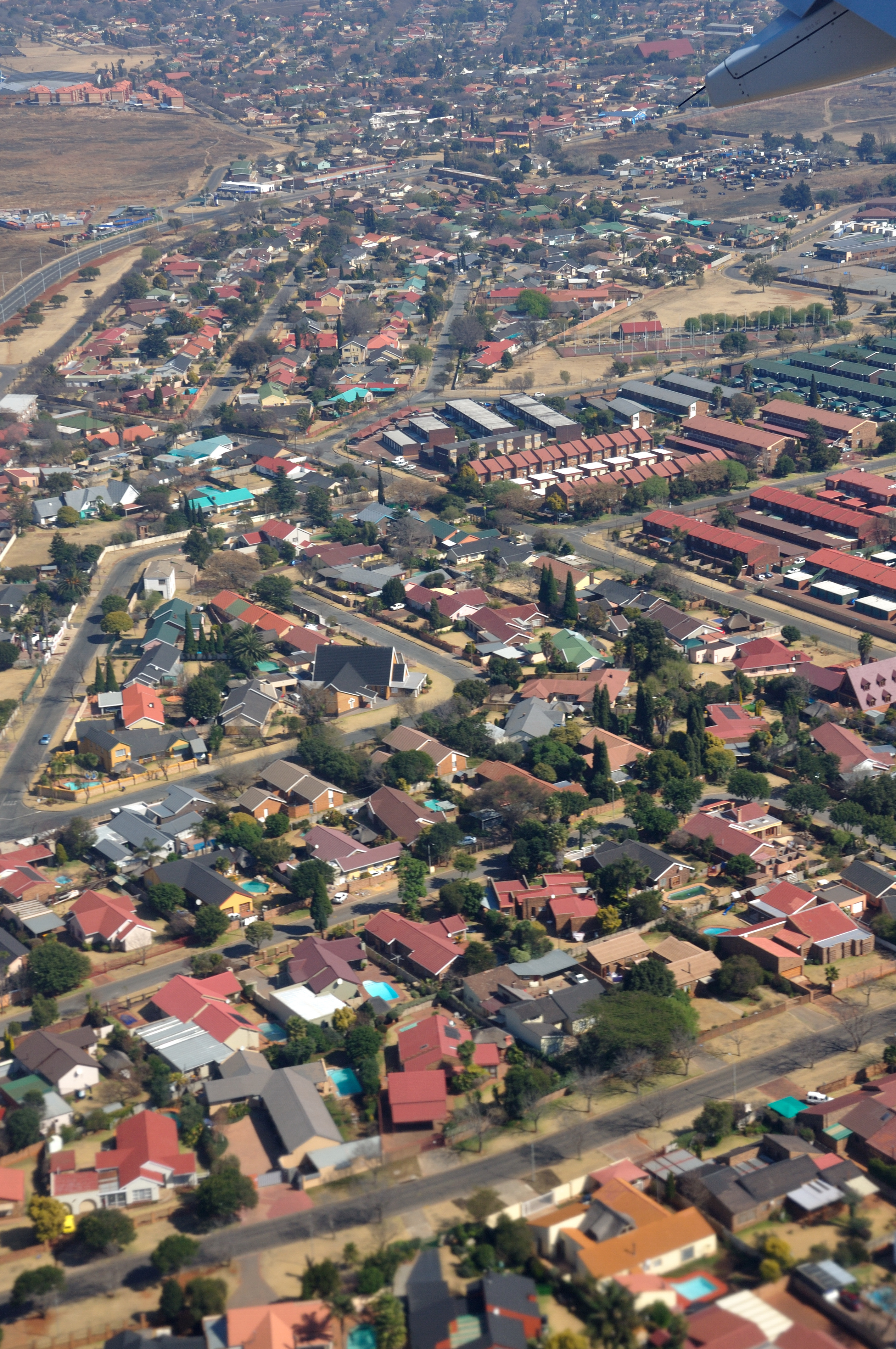
Vista aérea de Boksburg.

Boksburg é uma cidade localizada no East Rand, na província de Gauteng, na África do Sul. Tem um total de 471.121 habitantes. Toma seu nome do Secretário de Estado da República da África do Sul, Willem Eduard Bok. A Rua Main Reef conecta Boksburg com todas as outras cidades mineradoras importantes no Witwatersrand. Boksburg. Forma parte do Município metropolitano de Ekurhuleni, que inclui grande parte do East Rand.
Em 1887 foi descoberto ouro em Boksburg.  A cidade conta atualmente com um diversificado centro industrial e minerador. Se tem convertido em uma das cidades produtoras de ouro mais importantes no Witwatersrand.